# Битва при Сапієнці (1354)
Битва при Сапієнці (італ. Battaglia di Sapienza) — остання велика битва у Війні за протоки (1350—1355) між морськими республіками Венеції та Генуї, що відбулась 4 листопада 1354 року в бухті Порто-Лонго на острові Сапієнца і завершилась впевненою перемогою генуезького флоту. Також відома як Битва при Порто-Лонго (італ. Battaglia di Portolongo).

## Передумови
У 1342 році між Генуєю і Венецією за участю Візантії було підписано угоду про перемир'я, яка була порушена генуезцями приблизно через двадцять місяців, спочатку їх окупацією острова Хіос, а потім через напад та пограбування венеційських островів Корчула і Хвар на півдні Адріатики.
У 1350 році генуезці спробували повністю перекрити венеційцям можливості проходу через Босфор і доступу до Чорного моря, що було абсолютно неприйнятно для Венеційської республіки і призвело до оголошення війни між двома морськими державами (1350—1355), яка отримала назву Війна за протоки. Венеційці, незважаючи на союз з Арагоном та підтримку візантійського імператора Іоанна VI Кантакузина, не змогли виграти битву під Галліполі біля Босфору і Константинополь під тиском генуезців був змушений в 1352 році закрити для них свої порти. Ця невдача не зламала морську потугу венеційців і вони, у свою чергу, 29 серпня 1353 року завдали в союзі з Арагоном поразки своїм супротивникам в морській битві біля Альгеро на Сардинії, де генуезці втратили сорок одну галеру.

## Підготовка до битви
Після поразки під Альгеро, у 1354 році генуезці обрали адміралом Пагано Доріа, який здобув перемогу під Галліполі двома роками раніше і надали під його командування тридцять три галери. Венецйці, зі свого боку, озброїли тридцять п'ять галер на чолі з незмінним Нікколо Пізані. У той час як останній підтримував операції арагонців на Сардинії, куди король Арагону Педро IV послав значну армію, Доріа на чолі генуезького флоту увійшов в Адріатичне море і захопив кілька торгових кораблів та кілька галер, що поверталися з Кандії на Криті. Він спустошив узбережжя венеційської Істрії і 11 серпня захопив і спалив місто Парензо (сучасний Пореч). Венеційці, стривожені наближенням генуезців до кордонів метрополії надіслали флотилії Нікколо Пізані наказ негайно повертатися для захисту батьківщини. Вони перекрили вхід у Венеційську лагуну ланцюгами і місто готувалось чинити опір у разі нападу. 7 вересня 1354 року помер дож Андреа Дандоло (як казали — з горя від отриманих відомостей про наближення до Венеції генуезького флоту) і його замінив Марино Фальєро.
Замість того, щоб чекати повернення венеційського флоту в затоці, генуезці на чолі з Доріа відпливли до Греції. Пізані, поінформований про маршрут генуезького флота рушив на чолі венеційської флотилії в тому самому напрямку. Два адмірали безуспішно шукали зустрічі між собою на островах Архіпелагу.
Нарешті, Пізані став на якірну стоянку в невеликій бухті Порто-Лонго на південному сході острова Сапієнца, розташованого біля піденного узбережжя Пелопоннесу навпроти венеційської фортеці Модон в Мессенії, щоб дати відпочити своїм екіпажам і відремонтувати свої судна. В Порто-Лонго Пізані роділив свій флот на дві частини. Біля входу в затоку він розмістив двадцять галер та шість великих суден, зв'язавши їх між собою ланцюгами. Решта венеційської флотилії в складі п'ятнадцяти галер та двадцяти сперонатів (озброєних доміжних торгових суден) на чолі з контр-адміралом Моррозіні пришвартували до берега в глибині затоки.
Андреа Нанетті так описує місце бою: «… між північним і південним краєм бухти є вузький прохід шириною близько 300 метрів… на східій частині бухти чудове природне місце для висадки … до нього можна дістатися повз скелю та острівець під назвою Боза … які разом перекривають частину доступу до затоки, роблячи її ще більш захищеною від небезпек моря; але водночас роблячи її ще більш небезпечним через відсутність шляхів евакуації…»

## Битва
Коли Пагано Доріа дізнався, де знаходиться венеційський флот, він прийшов до Сапієнци і 3 листопада 1354 року спробував спровокувати венеційців на бій перед входом у бухту Порто-Лонго. Проте його команда марно намагалась спонукати Пізані прийняти бій. Венеційський флот, не дивлячись на численні провокації генуезців залишався нерухомим, зневажаючи образи генуезців і вичікуючи на більш зручні для себе обставини бою.
Зрозумівши безплідність спроб викликати венеційців на відкритий бій в морі, 4 серпня Джованні Доріа, юний племінник генуезького адмірала наважився прорватись між знерухомленим венеційським флотом і берегом в глибину бухти. Нікколо Пізані дозволив йому це зробити, переконаний, що генуезькі кораблі, потрапивши між його кораблями на вході в бухту і венеційськими кораблями в глибині бухти на чолі з Морозіні, опиняться в смертельній для себе пастці. За молодим Доріа в глибину бухти одна за одною прорвались ще дванадцять генуезьких галер. Опинившись всередині бухти, ці тринадцять генуезьких галер з ходу атакували пришвартовані венеційські кораблі Морозіні. Хоча витягнуті носами на берег галери було зручно обороняти, заскочені цим маневром зненацька венеційці, які вважали що в глибині бухти небезпека їм не загрожує, чинили лише слабкий опір. Багато венеційських матросів відразу кинулися в море, щоб дістатися до берега, кілька потонули, і вся ця частина венеційського флоту була захоплена генуезцями. Відтак молодий Доріа розвернувся, щоб атакувати з тилу сковані ланцюгами венеційські кораблі, які захищали вхід до бухти, тоді як його дядько на чолі головних генуезських сил атакував венеційців з фронта. Джованні Доріа підпалив два тільки що захоплених венеційських судна і направив їх в сторону передньої лінії венеційців, нездатної маневрувати через ланцюги, якими були сковані їх галери. Це настільки підірвало бойовий дух венеційців, які вже втратили чотири тисячі чоловік у глибині бухти та на березі, що вони здалися, відмовившись від продовження спротиву. Доріа з тріумфом повернувся до Генуї, привівши з собою венеційського адмірала з усім його флотом і п'ятьма тисячами вісімсот сімдесятьма полоненими.

## Наслідки
Результат битви був для венеційців катастрофічним: джерела сходяться на захопленні тридцяти галер, від чотирьох до шести тисяч убитих венеційців і біля шести тисяч полонених. Венеційська влада вважала, що до поразки призвела груба недбалість керівників венеційського флоту і віддала їх під суд. Адмірала Нікколо Пізані та кількох другорядних командирів присудили до різних покарань, за винятком сина адмірала Веттора Пізані, який був виправданий і в подальшому очолював венеційський флот в наступній венеційсько-генуезькій війні.
Переможна для генуезців битва при Сапієнці стала найкривавішим епізодом п'ятирічної Війни за протоки, яка закінчилася в наступному році внаслідок виснаження сил обох сторін. За посередництвом міланських герцогів Вісконті сторони уклали в 1355 році Міланський мирний договір. «Обидві республіки, прийнявши посередництво Вісконті, у червні 1355 року уклали мир, точніше перемир'я … принижені венеційці були змушені заплатити контрибуцію в двісті тисяч дукатів».